# Héctor Herrera Álvarez
Héctor Leobardo Herrera Álvarez, (Mérida, Yucatán, 12 de agosto de 1934 - Íb. 4 de agosto de 2010) apodado como El Cholo Herrera, fue un actor y comediante mexicano. Conocido impulsor del teatro satírico. Fue candidato del Partido de la Revolución Democrática a Gobernador de Yucatán en las Elecciones de 2007. Sobrino del también cómico y actor Daniel Chino Herrera.

## Trayectoria artística
Oriundo del barrio de Santiago de la ciudad de capital yucateca, Cholo nació el 12 de agosto de 1934 en Mérida, Yucatán. Sus padres fueron Mario Herrera Bates "Sakuja" y María Elena Álvarez Páramo. Fue el segundo de cuatro hermanos: Mario, Filia y María Elena. Tiene siete hijos: María Elena, Lily, Jimena, Fabiola, Lolita, María Eugenia, Héctor y Mark. 
Reconocido en el sureste de México como un impulsor del teatro satírico, el icono del teatro regional yucateco dejó los escenarios, y por tal motivo le realizaron un homenaje, en el teatro Mérida, con la participación de los actores. Éric del Castillo, Angélica Aragón, Evita Muñoz "Chachita", Imelda Miller, Irma Dorantes, Alberto Rojas "El Caballo", Irma Infante.
Héctor Herrera fue un artista que incursionó en el cine, teatro y televisión. Tuvo destacados papeles teatrales mientras vivió en la capital del país, pero por motivos de salud decidió quedarse en Yucatán, donde desarrolló una verdadera escuela del teatro satírico. Fallece en la ciudad de Mérida, Yucatán por complicaciones de salud, a las 12:00 horas del 4 de agosto de 2010.

## Obra
Tiene más de 100 obras teatrales escritas: Cuna de perros, Mirando a tu mujer, Cholo video veo, Nada quincenal, El Pejemadrazo, Amando a Miguel, entre otras, siendo la más reciente El Tren Bola. 
Caracterizó a personajes políticos, artistas, empresarios y gente común de nuestra sociedad. Actuaron, como pareja escénica de Cholo, la señora Ofelia Zapata "Petrona", le siguieron "Chonita", interpretada por Narda Acevedo; Madeline Lizama, "Candita" y finalmente quien fue su esposa, Jazmín López: "Tina Tuyub".

## Filmografía
- Lake Tahoe, 2008
- Encuentro inesperado
- Gotita de Amor,1998
- Romero, 1989
- Vidita Negra, 1973
- Pobre, pero honrada!, 1972
- Tonta, tonta, pero no tanto, 1971
- Entre pobretones y ricachones, 1973
- Blancanieves y... sus 7 amantes, 1980